# Dicliptera mucronifolia
Dicliptera mucronifolia  é uma espécie de planta com flor, nativa da região do Cerrado, no Brasil.
Esta espécie é citada na Flora Brasiliensis por Carl Friedrich Philipp von Martius.